# Liberális konzervativizmus
A liberális konzervativizmus egy jobbközép ideológia, amely többféle formában létezik. Politológiailag azokat az ideológiákat jelöli ez a fogalom, amelyek a laissez-faire felfogás gazdasági alappilléreit, például a szabad piac és a saját tulajdon védelmét keverik a vallásosság fontosságával és a hagyományos erkölcs értékeinek megtartásával, mindezt egy alkotmányos és képviseleti kormányzás irányítása mellett. Ez az eszme főként a klasszikus liberalizmust és az arisztokratikus konzervativizmust állítja szembe egymással.

## Liberális konzervativizmus az országokban
- Magyarország: Jólét és Szabadság Demokrata Közösség
- Szlovákia: Most–Híd
- Lengyelország: Polgári Platform, Egyetértés
- Franciaország: Republikánus Párt („A Köztársaságiak”)

## Fordítás
Ez a szócikk részben vagy egészben  a   Liberal conservatism című angol Wikipédia-szócikk fordításán alapul.  Az eredeti cikk szerkesztőit annak laptörténete sorolja fel. Ez a jelzés csupán a megfogalmazás eredetét és a szerzői jogokat jelzi, nem szolgál a cikkben szereplő információk forrásmegjelöléseként.